# Danas Pozniakas
Danas Pozniakas, rodným jménem Dan Pozniak (19. října 1939 Bělostok – 4. února 2005 Vilnius) byl litevský boxer narozený v Polsku, který reprezentoval Sovětský svaz. Na olympijských hrách roku 1968 získal zlatou medaili v polotěžké váze (do 81 kg). Třikrát se stal mistrem Evropy (1965, 1967, 1969). Roku 1963 získal na evropském šampionátu stříbro. Kariéru ukončil v roce 1969 s bilancí 203 vítězství v 217 utkáních. Roku 1974 se stal boxerským rozhodčím, později trenérem, v letech 1983–1988 byl trenérem seychelské reprezentace. V letech 1991–1994 byl prezidentem Litevské boxerské federace.